# Блинденмаркт
Блинденмаркт (нем. Blindenmarkt) — ярмарочная коммуна (нем. Marktgemeinde) в Австрии, в федеральной земле Нижняя Австрия. 
Входит в состав округа Мельк.  Население составляет 2438 человек (на 31 декабря 2005 года). Занимает площадь 17,05 км². Официальный код  —  3 15 05.

## Политическая ситуация
Бургомистр коммуны — Франц Вурцер (АНП) по результатам выборов 2010 года.
Совет представителей коммуны (нем. Gemeinderat) состоит из 21 места.
- АНП занимает 11 мест.
- АПС занимает 6 мест.
- СДПА занимает 3 места.
- Список FW занимает 1 место.